# Cá cơm săng
Cá cơm săng, tên khoa học Stolephorus tri, còn gọi là cá cơm sọc tiêu, là một loài cá trong họ Engraulidae.